# Автономное правительство Северного Цзинь
Автономное правительство Северного Цзинь (кит. упр. 晋北自治政府) — марионеточное прояпонское правительство, действовавшее в северной части провинции Шаньси Китайской республики в 1937—1939 годах (на территории провинции Шаньси три тысячи лет назад существовало царство Цзинь, и слово «Цзинь» в Китае традиционно является синонимом к «Шаньси»).

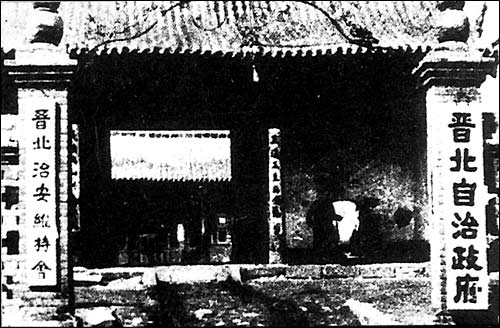
Резиденция "Автономного правительства Северного Цзинь" в Датуне

13 сентября 1937 года японскими войсками был занят Датун. 15 октября ими было организовано марионеточное Автономное правительство Северного Цзинь с резиденцией в Датуне.
Автономному правительству Северного Цзинь подчинялось 13 уездов в северной части провинции Шаньси (Датун, Хуайжэнь, Инсянь, Шаньинь, Шосянь, Пинлу, Цзоюнь, Ююй, Янгао, Тяньчжэнь, Хуньюань, Линцю и Гуанлин). Правительство представляло собой совет из 4 человек, над которыми стоял «высший член совета» — Ся Гун. При правительстве находились японские советники, которые в реальности и управляли всеми делами.
22 ноября 1937 года Автономное правительство Объединённых монгольских аймаков, Автономное правительство Южного Чахара и Автономное правительство Северного Цзинь образовали Объединённый комитет Мэнцзяна. 1 сентября 1939 года Автономное правительство Объединённых монгольских аймаков, Автономное правительство Южного Чахара и Автономное правительство Северного Цзинь объединились в Объединённое автономное правительство Мэнцзяна. В составе Мэнцзяна структура автономного правительства была преобразована в Североцзиньский комиссариат. В 1943 году Североцзиньский комиссариат был преобразован в провинцию Датун.